# Carola Metzner-Nebelsick
Carola Metzner-Nebelsick (geborene Metzner, * 21. März 1962 in Berlin) ist eine deutsche Prähistorikerin.

## Leben
Von 1981 bis 1991 studierte Metzner Ur- und Frühgeschichte, Kunstgeschichte, Alte Geschichte und Germanistik (Mittelhochdeutsche Sprache und Literatur) an der FU Berlin, der Universität München und der Oxford University (Queen’s College) und schloss das Studium mit dem Magister Artium an der Freien Universität Berlin ab. 1993 wurde sie bei Bernhard Hänsel an der FU Berlin im Fach Ur- und Frühgeschichte promoviert. Für diese Studie erhielt sie 1994 den Förderpreis der Südosteuropa-Gesellschaft in München.
An ein Forschungsstipendium des Deutschen Archäologischen Instituts (1994–95) schloss sich eine Tätigkeit als Wissenschaftliche Hochschulassistentin am Institut für Prähistorische Archäologie der FU Berlin (1995–2003) an. 2005 habilitierte sie sich an der FU Berlin im Fach Prähistorische Archäologie.
2005/06 vertrat sie die Professur für Ur- und Frühgeschichtliche Archäologie am Institut für Archäologie, Bauforschung und Denkmalpflege der Universität Bamberg und lehrte 2005 bis 2007 am Archäologischen Lehrstuhl der Uniwersytet Kardynała Stefana Wyszyńskiego in Warschau. Zudem war sie 2006 bis 2007 als wissenschaftliche Angestellte am Landesamt für Denkmalpflege und Archäologie Sachsen-Anhalt in Halle tätig.
2007 erhielt Metzner-Nebelsick den Ruf als Professorin an den Lehrstuhl für Vor- und Frühgeschichte am Institut für Vor- und Frühgeschichtliche Archäologie und Provinzialrömische Archäologie der Universität München als Nachfolgerin von Volker Bierbrauer. 2010–2016 war sie zudem Direktorin des Departments für Kulturwissenschaften und Altertumskunde der Fakultät 12 der Universität München. Seit Herbst 2017 ist sie Dekanin der Fakultät für Kulturwissenschaften der LMU. Sie ist Sprecherin verschiedener in München basierter Forschergruppen bzw. Graduiertenschulen.
Zu ihren wissenschaftlichen Schwerpunkten gehören die Erforschung der europäischen Bronzezeit und Eisenzeit, die Archäologie von Reiternomaden, Gräberfeldforschung, Hortfund- und Ritualforschung, Frauen in den vorchristlichen Metallzeiten, Statusrepräsentation und Eliten sowie Sozialstrukturen in der Bronze- und frühen Eisenzeit. Im Rahmen eines DFG-finanzierten Projektes erforscht sie in Lăpuş (Maramureş, Nordwestrumänien) ein Kultgebäude der späten Bronzezeit.
Carola Metzner-Nebelsick ist ordentliches Mitglied des Deutschen Archäologischen Instituts (DAI), gewähltes Mitglied der Römisch-Germanischen Kommission des DAI, Mitglied im wissenschaftlichen Beirat der Zeitschrift Archäologie in Deutschland und Mitglied des International Advisory Board der Zeitschrift Archaeologia Polona. Journal of Archaeology. Seit Frühjahr 2019 gehört sie der Zentraldirektion des DAI an. 2014 wurde sie als korrespondierendes Mitglied in die Österreichische Akademie der Wissenschaften aufgenommen.
Metzner-Nebelsick ist mit dem US-amerikanischen Prähistoriker Louis D. Nebelsick verheiratet.

## Schriften (Auswahl)
- Der „thrako-kimmerische“ Formenkreis aus der Sicht der Urnenfelder- und Hallstattzeit im südöstlichen Pannonien.  Vorgeschichtliche Forschungen 23. Rahden/Westf. 2002.
- Studien zur bronze- und früheisenzeitlichen Herrschaftssymbolik zwischen Skandinavien, Karpatenbecken, Kaukasus und den Steppen Eurasiens am Beispiel des Stilkreises von Michałków.  Habilitationsschrift Berlin 2004 (Drucklegung in Vorbereitung, erscheint in der Reihe Prähistorische Archäologie Südosteuropas. Verlag Marie Leidorf)
- (mit C. Kacsó) Rapoarte preliminare asupra cercetărilor în necropola tumulară de la Lăpuş 2007-2008. Vorbericht über die Forschungen in der Hügelnekropole von Lăpuş 2007-2008 (Baia Mare 2009).
- (Hrsg.) Rituale in der Vorgeschichte, Antike und Gegenwart. Interdisziplinäre Tagung vom 1.–2. Februar 2002 in Berlin. Internationale Archäologie Arbeitsgemeinschaft, Symposium, Tagung, Kongress (Rahden/Westf. 2003).
- (Hrsg. mit C. Becker, M.-L. Dunkelmann/H. Peter-Röcher/M. Roeder/B. Teržan) Xpóvoç. Beiträge zur prähistorischen Archäologie zwischen Nord- und Südosteuropa. Festschrift für Bernhard Hänsel. Internationale Archäologie Studia honoraria 1 (Espelkamp 1997).
- (Hrsg. mit Ortwin Dally) Heilige Orte, Heilige Landschaften. Archäologischer Anzeiger Deutsches Archäologisches Institut 1. Halbband 2006.
- mit Martina Blecic, Matija Cresnar, Bernhard Hänsel, Anja Helmut, Elke Kaiser (Herausgeber): Scripta praehistorica in honorem Biba Teržan (= Situla. Band 44). Narodnega Muzeja Slovenije, Ljubljana 2007, ISBN 978-9-616-16953-0.
- (Hrsg. mit P. Anreiter/E. Bánffy/L. Bartosiewicz/W. Meid) Archaeological, Cultural, Linguistic Heritage. Festschrift for Erzsébet Jerem in Honour of her 70th Birthday. Archaeolingua 25 (Budapest 2012).
- (mit R. Müller, S. Sievers) Die Eisenzeit 800 v. Chr. – Christi Geburt. In: S. von Schnurbein (Hrsg.): Atlas der Vorgeschichte. Europa von den ersten Menschen bis Christi Geburt (Stuttgart 2009), S. 150–225.